# Park im. Jadwigi Dziekońskiej w Białymstoku
Park im. Jadwigi Dziekońskiej – park miejski o powierzchni ok. 3 ha położony w centrum Białegostoku w pobliżu dworca autobusowego oraz kolejowego PKP.

## Położenie
Tereny zielone położone pomiędzy ul. Bohaterów Monte Cassino, ul. Dąbrowskiego, a kościołem św. Rocha uchwałą Miejskiej Rady Narodowej w 1981 roku nazwano imieniem Jadwigi Dziekońskiej, która w ostatnim okresie swego życia pełniła funkcję kuriera – łączniczki do zadań specjalnych przy szefie łączności w Komendzie Okręgu Armii Krajowej.

## Historia parku
W 2001 r. wykonano modernizację obiektu według projektu mgr. inż. arch. Jana Kabaca. Założeniem koncepcji było uzupełnienie istniejącej zieleni parkowej nowymi nasadzeniami, w wyniku czego uzyskano zwarty, zielony kompleks parku odizolowany od ruchliwych ulic poprzez gęsty szpaler krzewów i średniowysokich drzew. Posadzono drzewa (klon, lipa, jarzębina) oraz krzewy (kalina, budleja, pięciornik, irga, oliwnik, lilak), a także róże.
W październiku 2009 roku w pobliżu budynku Wojewódzkiego Centrum Animacji Kultury rozpoczęto budowę skateparku, którego oficjalnego otwarcia w dniu 8 lipca 2010 roku dokonali prezydent Białegostoku Tadeusz Truskolaski w obecności aktorki Krystyny Jandy (propagatorki jazdy rowerowej). Obecnie jest to jeden z dwóch białostockich skateparków – obok Skateparku Węglowa mieszczącego się nie tylko w plenerze, ale także w hali.
Ogólnodostępny, oświetlony plac umożliwiający korzystanie z niego w godzinach wieczornych. Umieszczono tam szereg przeszkód oraz platform i wzniesień, Znajdą się tam schodki, murki, pochylnie o zróżnicowanych długościach i wysokościach od 0,45 m do 1,5 m nad powierzchnią gruntu.

## Ważniejsze obiekty
- zabytkowy kościół św. Rocha zaprojektowany przez Oskara Sosnowskiego,
- cztery budynki, w kształcie walców z przeszklonymi stożkowymi dachami tzw. Białostockie Spodki, zaprojektowane przez Henryka Toczydłowskiego, siedziba Wojewódzkiego Ośrodka Animacji Kultury,
- skatepark - ogólnodostępny plac z licznymi trasami do jazdy na deskorolkach, a także przeznaczony do uprawiania sportów takich jak skateboarding, BMX
- pomnik Jadwigi Dziekońskiej,
- fontanna w otoczeniu skalniaków.